# Criciúma EC
A Criciúma Esporte Clube egy brazil labdarúgócsapat. 1947-ben hozták létre Criciúma városában. Az együttes a Catarinense állami bajnokságban és a Série B-ben szerepel.

## Története
Hivatalosan 1947. május 13-án alapították a csapatot Comerciário Esporte Clube néven.
Az 1960-as években felvetődött anyagi problémák miatt szüneteltették a csapat szereplését, de 1976-ban újra létrehozták a klubot. 1978-ban kapta meg a ma is használatos Criciúma Esporte Clube nevet.
A klub legnagyobb sikerét 1991-ben, Luiz Felipe Scolari vezetőedzővel érték el, amikor megnyerték a Copa do Brasil-t.
Az elkövetkezendő években azonban beindult a hanyatlás. A bajnokságban egy ideig sikeresen elkerülték a kiesést, de 2005-ben a csapat a másodosztályban találta magát, ahonnan egy szezon múlva már harmadosztályú tagsággal rendelkeztek. 2006-ban kerültek fel ismét a Série B-be és biztos középcsapattá sikerült válniuk. 2012-ben pedig újra a Série A résztvevői lehettek.

## Sikerlista

### Hazai
- 1-szeres kupagyőztes:  1991

### Állami
- 10-szeres Catarinense bajnok: 1968, 1986, 1989, 1990, 1991, 1993, 1995, 1998, 2005, 2013